# Jours de chasse
Jours de chasse est un magazine spécialisé dans l'univers de la chasse, fondé par Olivier Dassault en 2000. 
Propriété du groupe de presse Valmonde, alors dirigé par Olivier Dassault, il est cédé en 2017 par les nouveaux actionnaires du groupe Valmonde, dont le principal est Iskandar Safa, et devient propriété du groupe Jours de passions, détenu par Thibault de Saint-Vincent, président-fondateur du groupe immobilier de luxe « Barnes », et Gerbert Rambaud.
Il présente la chasse sous un angle distinct du Chasseur français, privilégiant le tweed et les grandes propriétés. 